# Bakeneko

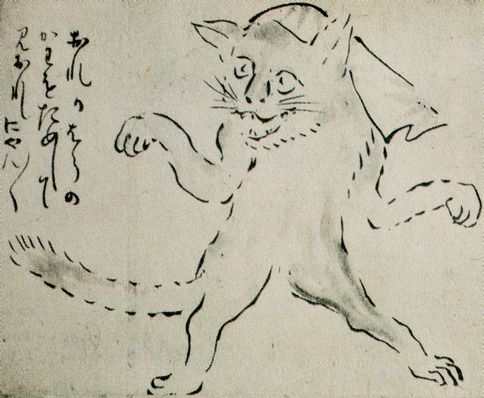
Bakeneko im Buson Yōkai Emaki (蕪村妖怪絵巻, ca. 1754) von Yosa Buson.

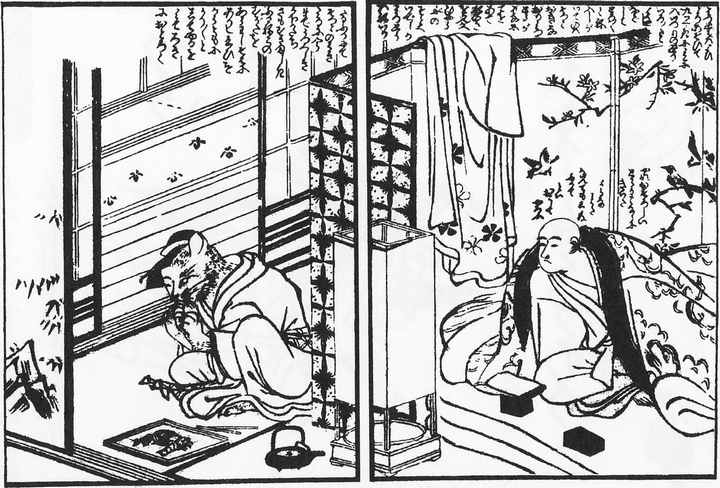
Bakeneko (links) im Bakemono-Yotsugi-Hachinoki (化物世櫃鉢木, ca. 1775) von Torii Kiyonaga.

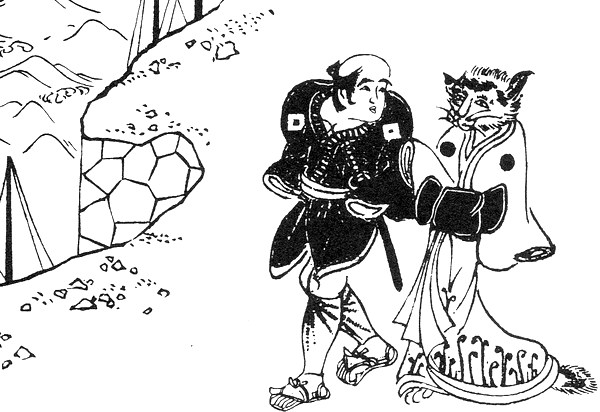
Bakeneko im Urikotoba (売言葉), um 1777.

Die Bakeneko (japanisch 化け猫; „Koboldkatze“, „Spukende Katze“), seltener Kaibyō (jap. 怪猫; „Geisterkatze“, „Phantomkatze“) genannt, ist ein Wesen des japanischen Volksglaubens. Sie ist ein Katzendämon aus der Gruppe der Yōkai und gilt als Verwandte der Nekomata („Gegabelte Katze“). Bakenekos werden als bösartig beschrieben und gelten, wie die Nekomata, als das Gegenstück zur Glück bringenden Maneki-neko („Winke-Katze“).

## Beschreibung
Der japanischen Folklore zufolge entwickeln sich Bakenekos aus einfachen Hauskatzen, wenn diese ein ungewöhnlich hohes Alter (meist älter als dreizehn Jahre) erreichen oder zu fettleibig werden. Bakenekos sollen auch dann entstehen können, wenn sie das Blut ihres gerade ermordeten Besitzers auflecken. In jedem Falle werden sie größer als ein Haushund und sollen bald Jagd auf Hausbewohner und Gäste machen, da sie jetzt Menschenfleisch bevorzugten. Eine Bakeneko verfügt Legenden zufolge über starke, schwarzmagische Kräfte, insbesondere im Bereich der Totenbeschwörung: So kann eine Bakeneko vorgeblich den Leichnam eines kürzlich Verstorbenen wie eine Marionette fremdsteuern und dann für sie Verbrechen begehen lassen. Sie kann aber auch die Gestalt des Verstorbenen nachahmen, wenn sie genau im Augenblick des Dahinscheidens über den Sterbenden springt. Des Weiteren wird überliefert, dass manche Nekomata Hitodama beschwören können.

## Überlieferung
Eine in Japan sehr bekannte Geschichte berichtet von einem jungen Mann namens Tasaku Genbei, dessen ältliche Mutter eines Tages beginnt, sich sonderbar aufzuführen: Sie zieht sich, entgegen allen bisherigen Gewohnheiten, völlig zurück, meidet jegliche Gesellschaft und isst nur noch allein und in geschlossenen Räumen. Zur gleichen Zeit verschwindet die von allen geliebte Hauskatze spurlos. Eines Abends schafft Tasaku es, durch einen Türspalt in das Zimmer seiner Mutter zu lugen, als diese vorgeblich ihre Mahlzeit einnimmt. Doch auf ihrem Bett sitzt nicht etwa die Mutter, sondern ein riesiges Katzenmonster, das sich die Kleider der Mutter übergeworfen hatte und nun auf fauligen Tierkadavern kaut. Entsetzt zieht Tasaku sein Schwert und enthauptet das Monster. Augenblicklich verwandelt es sich in die – nun tote – vermisste Hauskatze zurück. Familie und Dienerschaft durchsuchen das Haus und finden schließlich unter losen Dielenbrettern die sauber abgenagten Knochen der geliebten Mutter.

## Bakeneko in der modernen Unterhaltungskultur
Bakenekos sind ein beliebtes Motiv in modernen Horrorfilmen, so zum Beispiel in „The Ghost Cat of Otama Pond“ und „Kuroneko“. Dort entsprechen sie dem modernen Typus der „rachsüchtigen Katzenfrau“ und gehen auf den alten Volksglauben zurück, man müsse jungen Kätzchen die Schwänze kupieren, weil sie sonst irgendwann zu Bakenekos oder Nekomatas würden. In den Filmen werden Bakenekos als schöne und aufreizende Frauen beschrieben, die ihre dämonische Katzengestalt offenbaren, sobald ein männliches Opfer auf sie hereinfällt.
Ähnlich wie Nekomatas und Tanuki, so sind Bakenekos ein geläufiges Motiv im japanischen Kabuki- und Bunraku-Theater. Dort werden sie traditionell in weiblicher Form dargestellt und repräsentieren den spirituellen Link zwischen Feminismus, Formwandel und Tod.